# Tyson Granger
Tyson Granger, kendt som Takao Kinomiya (木ノ宮タカオ Kinomiya Takao) på japansk, er en fiktiv person i anime-serien Beyblade. Han er en meget viljestærk person og har en meget kort lunte. Selvom han kan blive let hidsig nogle gange, bekymrer han sig om sine venner og medmennesker omkring sig. Han er ret populær for sin humoristiske sans især i 1. sæson, hvor han konstant gør grin med folk, han elsker japansk mad.
I Beyblade V-Force kommer han ofte for sent i skole, og bliver nødt til at løbe dertil, som en daglig vane. Han kan løbe meget hurtigt og grunden til det, er at hans bit-beast Dragoon er en stormdrage og har elementet luft.
| Anime- eller mangafigur | Spire Denne artikel om en anime- og/eller mangafigur er en spire som bør udbygges. Du er velkommen til at hjælpe Wikipedia ved at udvide den. |